# Jeux olympiques d'été de 1948
Pour les articles homonymes, voir Jeux olympiques de 1948.
Les Jeux olympiques d'été de 1948 (Jeux de la XIVe olympiade de l'ère moderne) ont été célébrés à Londres, au Royaume-Uni du 29 juillet au 14 août 1948. Ce furent les premiers Jeux organisés après ceux de Berlin en 1936. Les Jeux olympiques de 1940 avaient été programmés à Tokyo puis à Helsinki mais la Seconde Guerre mondiale avait contraint à leur annulation. Ceux de 1944 prévus à Londres connurent le même sort.
Trois ans après la fin de la Seconde Guerre mondiale qui a fait des millions de morts, l'Europe est exsangue et en pleine période d'austérité. Au Royaume-Uni, la reconstruction de la ville de Londres, fortement touchée par les bombardements allemands (blitz), est loin d'être achevée. Aucune installation sportive n'est construite pour ces Jeux. Les athlètes sont logés dans des écoles ou des baraques militaires. Quelques équipes apportent même de la nourriture afin de pallier d’éventuels problèmes de ravitaillement.
Côté compétition, 59 nations et 4 104 athlètes (dont 390 femmes) prirent part à 136 épreuves dans 17 sports. La Néerlandaise Fanny Blankers-Koen  fut l'héroïne de ces Jeux en remportant à l'âge de trente ans quatre titres olympiques en athlétisme.
Ces Jeux olympiques de 1948 à Londres furent les premiers à être retransmis à la télévision.
À noter également que la veille du début des Jeux, le 28 juillet, à Stoke Mandeville, eut lieu une esquisse des premiers Jeux paralympiques.

## Désignation de la ville hôte
Dès 1946, le Comité international olympique revit le jour par la réunion d’une commission exécutive. Le nouveau président, le Suédois Sigfrid Edström, succéda au comte Henri de Baillet-Latour mort en 1942 et à son prédécesseur le baron Pierre de Coubertin mort en 1937. Lors de cette première session d’après-guerre à Lausanne en février 1946, le CIO décida de faire renaître les Jeux olympiques en confiant l’organisation des Jeux de 1948 à la ville de Londres. Elle fut désignée à l’unanimité, sans vote. Baltimore, Los Angeles, Minneapolis, Philadelphie et Lausanne étaient les autres villes candidates.
Plusieurs voix s’élevèrent en Grande-Bretagne et dans le monde pour dénoncer l’organisation de ces Jeux dans un pays en pleine reconstruction et une population londonienne encore soumise au rationnement. Une partie de la presse britannique jugea inacceptable cette charge face aux priorités du gouvernement de George VI.

## Organisation
La présidence du Comité d’organisation des Jeux olympiques de Londres fut confiée à Lord Burghley, ancien champion olympique britannique. En 1947, soit un an avant les jeux, Burghley voulut se montrer confiant en déclarant : « Il serait vain de suggérer que le chemin à parcourir était très facile. Au contraire, les difficultés ont été grandes et continueront de l’être, comme il est inévitable qu’elles le soient dans les conditions qui suivent la guerre moderne, mais nous surmontons ces obstacles qui croisent notre chemin avec le même esprit de détermination avec lequel nous avons fait face aux difficultés qui nous ont assaillis au cours des quelques dernières années ».

## Sites des compétitions
Wembley

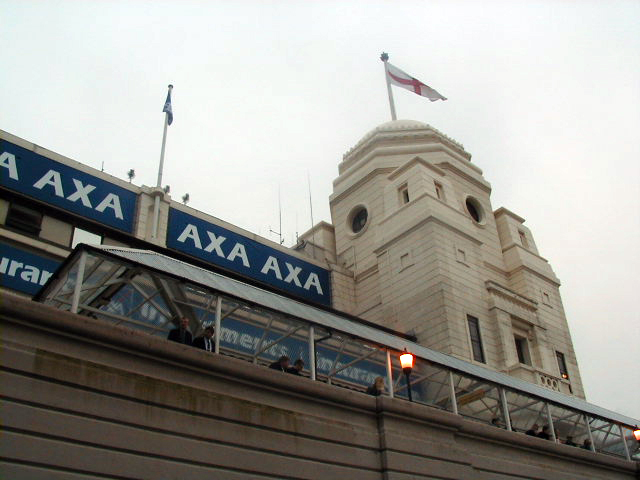
Les tours jumelles du Stade de Wembley en 2000, avant leur destruction (qui a eu lieu en 2002).

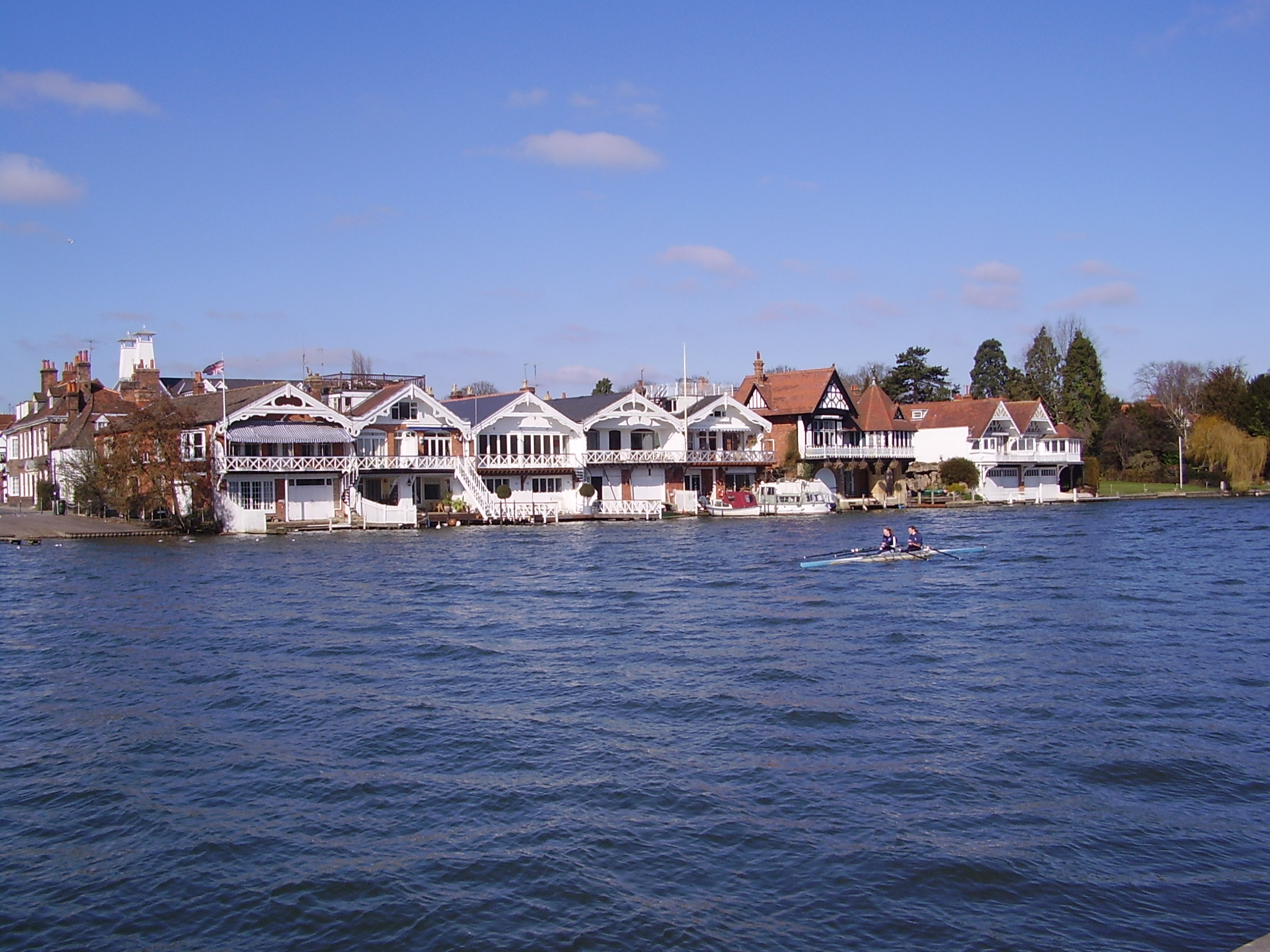
La ville de Henley-on-Thames sur le bord de la Tamise a accueilli les épreuves d'aviron et de canoë-kayak.

- Stade olympique de Wembley : cérémonies, athlétisme, football (finale), hockey sur gazon (finale)
- Wembley Arena : natation, boxe
- Palace of Engineering : escrime.

Autres sites
- Earls Court Exhibition Centre : boxe (préliminaires), lutte, haltérophilie, gymnastique
- Salle d'Harringay, quartier Harringay : basket-ball
- Vélodrome olympique, Herne Hill : cyclisme sur piste
- Grand parc de Windsor  : cyclisme sur route
- Central Stadium, quartier militaire d'Aldershot : équitation
- Henley Royal Regatta, Henley-on-Thames : canoë-kayak, aviron
- Tweseldown Racecourse, Fleet (Hampshire) : équitation
- Stade d'Highbury : football
- Selhurst Park : football
- Craven Cottage, Fulham : football
- Ilford : football
- Griffin Park : football
- Champion Hill, Dulwich : football
- Green Pond Road Stadium, Walthamstow : football
- White Hart Lane, Tottenham : football
- Lyons' Sports Club, Sudbury : hockey sur gazon
- Guinness Sports Club, Parc Royal : hockey sur gazon
- Polytechnic Sports Ground, Chiswick : hockey sur gazon
- National Rifle Association Ranges, Bisley : tir
- Piscine de Finchley : water polo
- Baie de Torbay (Manche) : voile
- Goldstone Ground, Brighton : football

## Nations participantes

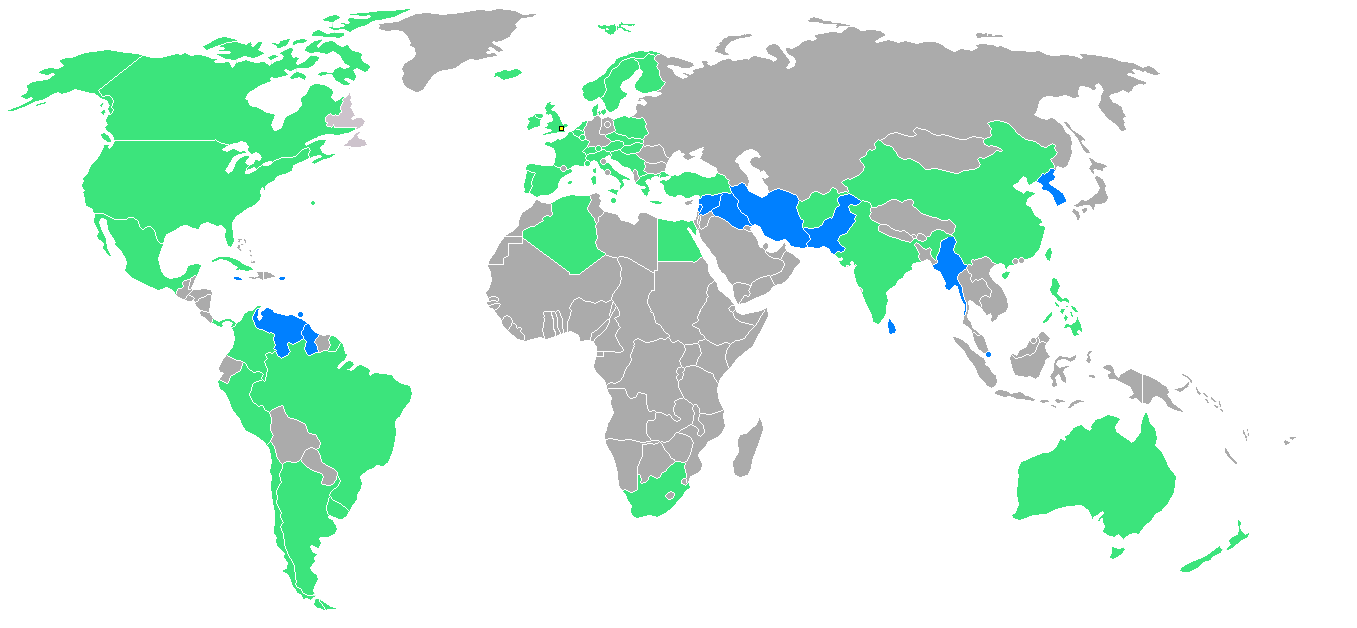
Les nations participantes en 1948.
Pays participant pour la première fois.
Pays ayant déjà participé.

Au total, 59 délégations envoient au moins un athlète participent à ces jeux de Londres.
14 de ces délégations font leur première apparition : la Birmanie (actuel Myanmar), Ceylan (actuel Sri Lanka), la Guyane britannique (actuel Guyana), l'Iran, l'Irak, la Jamaïque, la Corée du Sud (en tant que "Corée"), le Liban, le Pakistan, Porto Rico, Singapour, la Syrie, Trinité-et-Tobago (en tant que "Trinité"), et le Venezuela.
2 autres pays (l'Inde et les Philippines) qui avaient déjà participé aux Jeux olympiques en tant que colonie de la Couronne britannique et territoire américain respectivement, participent pour la première fois en tant que nations complètement indépendantes.
L'Allemagne, vaincue de la guerre, n'est pas invitée par le CIO. Le Japon quant à lui refuse d'envoyer une délégation à Londres. Les pays de l'Europe de l'Est sont représentés à l'exception de l'Union soviétique qui n'est pas affiliée au mouvement olympique.
| Afrique                             | Amériques | Asie | Europe | Océanie                                 |
| - Afrique du Sud (35) - Égypte (85) | - Argentine (202) - Bermudes (11) - Brésil (74) - Canada (104) - Chili (55) - Colombie (6) - Cuba (53) - États-Unis (302) - Guyana (4) - Jamaïque (13) - Mexique (88) - Panama (1) - Pérou (42) - Porto Rico (9) - Trinité-et-Tobago (5) - Uruguay (62) - Venezuela (1) | - Afghanistan (29) - Birmanie (4) - Ceylan (7) - Chine (26) - Corée du Sud (45) - Inde (77) - Iran (36) - Irak (12) - Liban (8) - Pakistan (36) - Philippines (24) - Singapour (1) - Syrie (1) | - Autriche (114) - Belgique (149) - Danemark (163) - Espagne (66) - Finlande (123) - France (285) - Grande-Bretagne (313) - Grèce (56) - Hongrie (128) - Islande (20) - Irlande (65) - Italie (177) - Liechtenstein (2) - Luxembourg (1) - Malte (1) - Monaco (4) - Pays-Bas (141) - Norvège (81) - Pologne (24) - Portugal (47) - Suède (173) - Suisse (174) - Turquie (58) - Tchécoslovaquie (75) - Yougoslavie (85) | - Australie (76) - Nouvelle-Zélande (7) |
| 2 pays                              | 17 pays | 14 pays | 24 pays | 2 pays                                  |

## Compétition

### Sports et résultats
17 sports et 136 épreuves composent le programme des Jeux olympiques de 1948. La crosse et la gymnastique suédoise (Ling) sont des sports de démonstration.
| - Athlétisme (33) - Aviron (7) - Basket-ball (1) - Boxe (8) - Canoë-kayak (9) - Cyclisme (6) - Équitation (6) | - Escrime (7) - Football (1) - Gymnastique (9) - Haltérophilie (6) - Hockey sur gazon (1) - Lutte (16) - Pentathlon moderne (1) | - Sports aquatiques - Natation (11) - Plongeon (4) - Water-polo (1) - Tir (4) - Voile (5) |

Par rapport aux Jeux olympiques de 1936, il n'y a aucun sport olympique en plus et deux en moins : le handball à onze et le polo

### Épreuves de démonstration
Lors de ces jeux, deux disciplines font office de sport de démonstration :
- un match de crosse qui a opposé les équipes de Grande-Bretagne et des États-Unis, qui s'est soldé par un match nul 5-5. Le match s'est joué au stade de Wembley. L'équipe américaine était composée de membres de l'équipe du Institut polytechnique Rensselaer.
- deux démonstrations de gymnastique suédoise (Ling) furent proposées par des gymnastes du club Svenska Gymnastikförbundet de Stockholm, réunissant 200 hommes et 200 femmes[4]; les démonstrations ont eu lieu le 7 août juste avant le départ du marathon et le 13 août avant la finale de football.

De plus, comme lors des éditions précédentes mais pour la dernière fois, des épreuves de compétitions artistiques ont eu lieu.

### Faits marquants
Athlétisme

Résultats détaillés

La Néerlandaise Fanny Blankers-Koen remporte quatre titres olympiques. Âgée de 30 ans et mère de deux enfants, la sprinteuse remporte le 100 m, le 200 m, le 80 m haies et le relais 4 × 100 m. Elle aurait pu remporter d’autres titres, notamment les épreuves de saut en hauteur et de saut en longueur dans lesquelles elle excellait également, mais le CIO interdisait à l’époque aux femmes de participer à plus de trois compétitions sportives individuelles. L’Américain de dix-sept ans Bob Mathias emporte le décathlon seulement quatre mois après avoir fait ses débuts dans ce sport. Il est le plus jeune athlète de l’histoire olympique à avoir gagné une médaille d’or en athlétisme. Emil Zátopek s'adjuge le titre du 10 000 m et l'argent sur le 5 000 m. La Française Micheline Ostermeyer remporte les titres olympiques du lancer du poids et du disque et le bronze au saut en hauteur. Le soir de sa victoire au poids, elle donne un concert au Royal Albert Hall. Athlète de haut niveau, elle est aussi pianiste virtuose, premier prix de conservatoire et mère de trois enfants.
Blessé juste avant ces Jeux, le Français Gilbert Prouteau obtient une médaille de bronze pour un poème, à cette époque où les médailles olympiques récompensent outre les performances sportives des créations en lien avec le sport dans cinq catégories : peinture, sculpture, musique, littérature et architecture.
Arts

Résultats détaillés
Aviron

Résultats détaillés

Basket-ball

Résultats détaillés

Boxe

Résultats détaillés

Canoë-kayak

Résultats détaillés

Une compétition féminine de canoë est organisée pour la première fois et remportée par la Danoise Karen Hoff.
Cyclisme

Résultats détaillés

Équitation

Résultats détaillés

Escrime

Résultats détaillés

Football

Résultats détaillés

Gymnastique

Résultats détaillés

Haltérophilie

Résultats détaillés

Hockey sur gazon

Résultats détaillés

Lutte

Résultats détaillés

Natation

Résultats détaillés

Pentathlon moderne

Résultats détaillés

Plongeon

Résultats détaillés

Tir

Résultats détaillés

Károly Takács qui faisait partie de l’équipe hongroise de tir au pistolet championne du monde en 1938, perdit l'usage de sa main droite, sa main de tir dans l’explosion d’une grenade. Takacs se forma alors lui-même au tir de la main gauche, ce qui lui permit de décrocher la médaille d’or dans l’épreuve du pistolet au tir rapide.
Voile

Résultats détaillés

Water polo

Résultats détaillés

### Records de médailles
| Athlète              | Pays       | Sport       | Médaille d'or, Jeux olympiques | Médaille d'argent, Jeux olympiques | Médaille de bronze, Jeux olympiques | Total |
| Fanny Blankers-Koen  | Pays-Bas   | Athlétisme  | 4                              | 0                                  | 0                                   | 4     |
| Veikko Huhtanen      | Finlande   | Gymnastique | 3                              | 1                                  | 1                                   | 5     |
| Paavo Aaltonen       | Finlande   | Gymnastique | 3                              | 0                                  | 1                                   | 4     |
| James McLane         | États-Unis | Natation    | 2                              | 1                                  | 0                                   | 3     |
| Ann Curtis           | États-Unis | Natation    | 2                              | 1                                  | 0                                   | 3     |
| Humberto Mariles     | Mexique    | Équitation  | 2                              | 0                                  | 1                                   | 3     |
| Malvin Whitfield     | États-Unis | Athlétisme  | 2                              | 0                                  | 1                                   | 3     |
| Micheline Ostermeyer | France     | Athlétisme  | 2                              | 0                                  | 1                                   | 3     |

### Tableau des médailles
| Rang  | Pays              | Médaille d'or, Jeux olympiques | Médaille d'argent, Jeux olympiques | Médaille de bronze, Jeux olympiques | Total |
| 1     | États-Unis        | 38                             | 27                                 | 19                                  | 84    |
| 2     | Suède             | 16                             | 11                                 | 17                                  | 44    |
| 3     | France            | 10                             | 6                                  | 13                                  | 29    |
| 4     | Hongrie           | 10                             | 5                                  | 12                                  | 27    |
| 5     | Italie            | 8                              | 11                                 | 8                                   | 27    |
| 6     | Finlande          | 8                              | 7                                  | 5                                   | 20    |
| 7     | Turquie           | 6                              | 4                                  | 2                                   | 12    |
| 8     | Tchécoslovaquie   | 6                              | 2                                  | 3                                   | 11    |
| 9     | Suisse            | 5                              | 10                                 | 5                                   | 20    |
| 10    | Danemark          | 5                              | 7                                  | 8                                   | 20    |
| 11    | Pays-Bas          | 5                              | 2                                  | 9                                   | 16    |
| 12    | Royaume-Uni       | 3                              | 14                                 | 6                                   | 23    |
| 13    | Argentine         | 3                              | 3                                  | 1                                   | 7     |
| 14    | Australie         | 2                              | 6                                  | 5                                   | 13    |
| 15    | Belgique          | 2                              | 2                                  | 3                                   | 7     |
| 16    | Égypte            | 2                              | 2                                  | 1                                   | 5     |
| 17    | Mexique           | 2                              | 1                                  | 2                                   | 5     |
| 18    | Afrique du Sud    | 2                              | 1                                  | 1                                   | 4     |
| 19    | Norvège           | 1                              | 3                                  | 3                                   | 7     |
| 20    | Jamaïque          | 1                              | 2                                  | 0                                   | 3     |
| 21    | Autriche          | 1                              | 0                                  | 3                                   | 4     |
| 22    | Inde              | 1                              | 0                                  | 0                                   | 1     |
| 22    | Pérou             | 1                              | 0                                  | 0                                   | 1     |
| 24    | Yougoslavie       | 0                              | 2                                  | 0                                   | 2     |
| 25    | Canada            | 0                              | 1                                  | 2                                   | 3     |
| 26    | Uruguay           | 0                              | 1                                  | 1                                   | 2     |
| 26    | Portugal          | 0                              | 1                                  | 1                                   | 2     |
| 28    | Ceylan            | 0                              | 1                                  | 0                                   | 1     |
| 28    | Trinité-et-Tobago | 0                              | 1                                  | 0                                   | 1     |
| 28    | Cuba              | 0                              | 1                                  | 0                                   | 1     |
| 28    | Espagne           | 0                              | 1                                  | 0                                   | 1     |
| 32    | Corée du Sud      | 0                              | 0                                  | 2                                   | 2     |
| 32    | Panama            | 0                              | 0                                  | 2                                   | 2     |
| 34    | Pologne           | 0                              | 0                                  | 1                                   | 1     |
| 34    | Porto Rico        | 0                              | 0                                  | 1                                   | 1     |
| 34    | Iran              | 0                              | 0                                  | 1                                   | 1     |
| 34    | Brésil            | 0                              | 0                                  | 1                                   | 1     |
| Total | Total             | 138                            | 135                                | 138                                 | 411   |

Remarque : les totaux ne comprennent pas les 32 médailles (8 d'or, 11 d'argent et 13 de bronze) remportées lors des Compétitions artistiques.